# STAR Mundo
Star Mundo (anteriormente Mundo FOX) é um canal de séries e programas da FOX dobrados em português e de programação própria.
A 7 de Fevereiro de 2024, o canal Mundo FOX e os restantes canais FOX passaram a ser STAR. Esta mudança mudou o nome do canal para STAR Mundo.

## História
O canal de televisão norte-americano Mundo FOX, que foi reestruturado para MundoMax, chegou a Angola através da DStv.
Lançado a 23 de Outubro de 2015, o canal transmite uma variedade de talk shows, séries, novelas e animações.
A apresentação do canal aconteceu no final da semana anterior antes da estreia do canal, no Hotel Presidente, em Luanda.